# Kościół św. Wincentego à Paulo w Otwocku
Kościół św. Wincentego à Paulo w Otwocku – świątynia rzymskokatolicka mieszcząca się przy ulicy Kopernika 1 w Otwocku.

## Historia

### Kaplica
Początkowo w miejscu obecnego kościoła znajdowała się murowana kaplica w stylu neogotyckim, wybudowana w 1892 według projektu Władysława Marconiego. Teren pod ośrodek duszpasterski ofiarował Zygmunt Kurtz, właściciel Otwocka Wielkiego i inicjator budowy. Kaplicę poświęcono 31 lipca 1892. W 1902 przebudowano i powiększono świątynię.

### Obecny kościół
1 czerwca 1911 erygowano pierwszą parafię w Otwocku, wydzieloną z parafii w Karczewie. Proboszczem został ks. Zygmunt Gajewicz. Obecny kościół wybudowano w latach 1930–1935 według projektu Łukasza Wolskiego, brata ówczesnego proboszcza parafii, ks. Ludwika Wolskiego. 7 grudnia 1930 ks. bp Stanisław Gall poświęcił kamień węgielny pod budowę świątyni. Ten sam biskup poświęcił nowy kościół 20 października 1935. Konsekracji świątyni dokonał Ks. Kardynał Stefan Wyszyński w 1965.

## Wnętrze kościoła

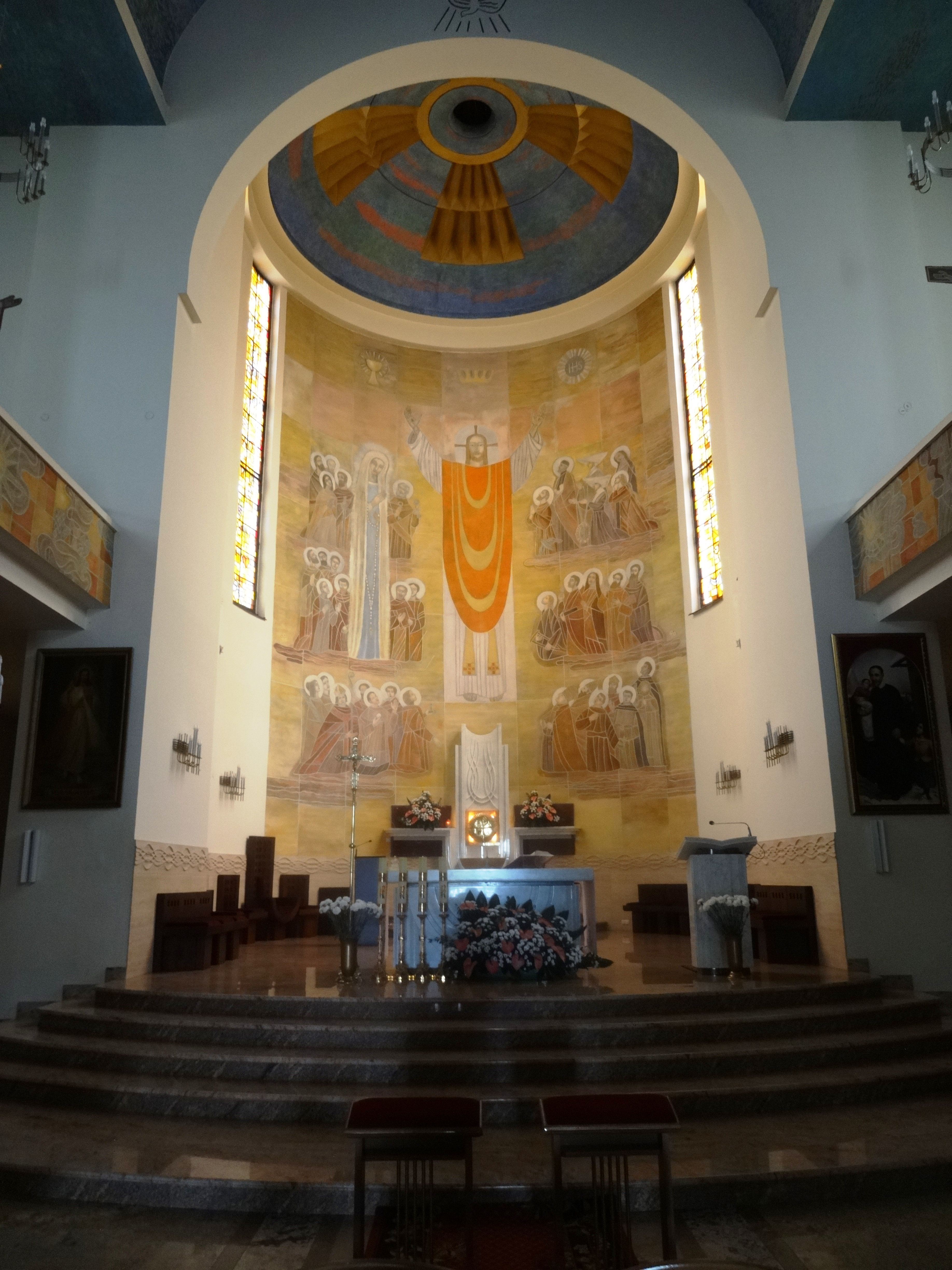
Główny ołtarz
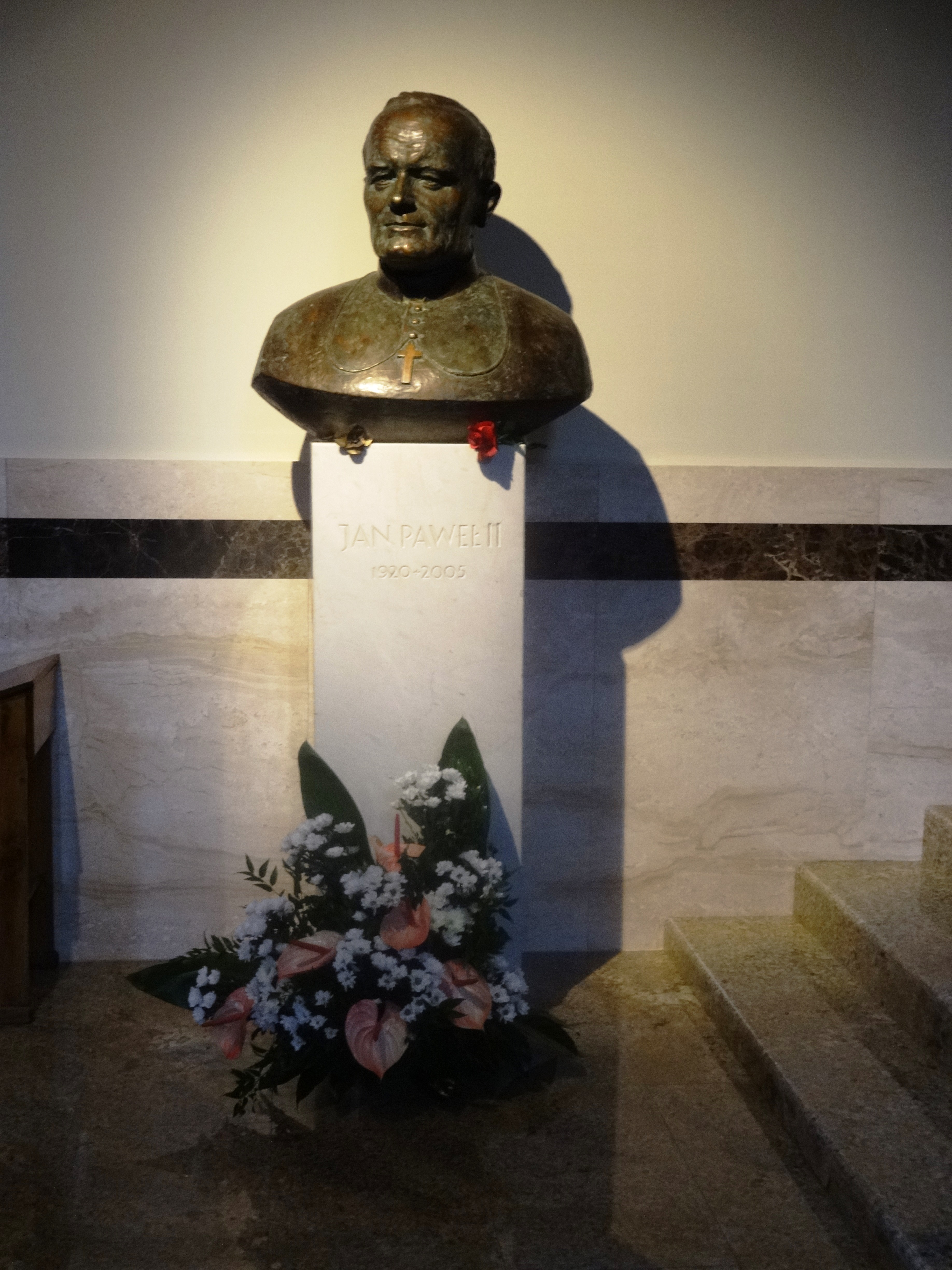
Rzeźba popiersia papieża Jana Pawła II
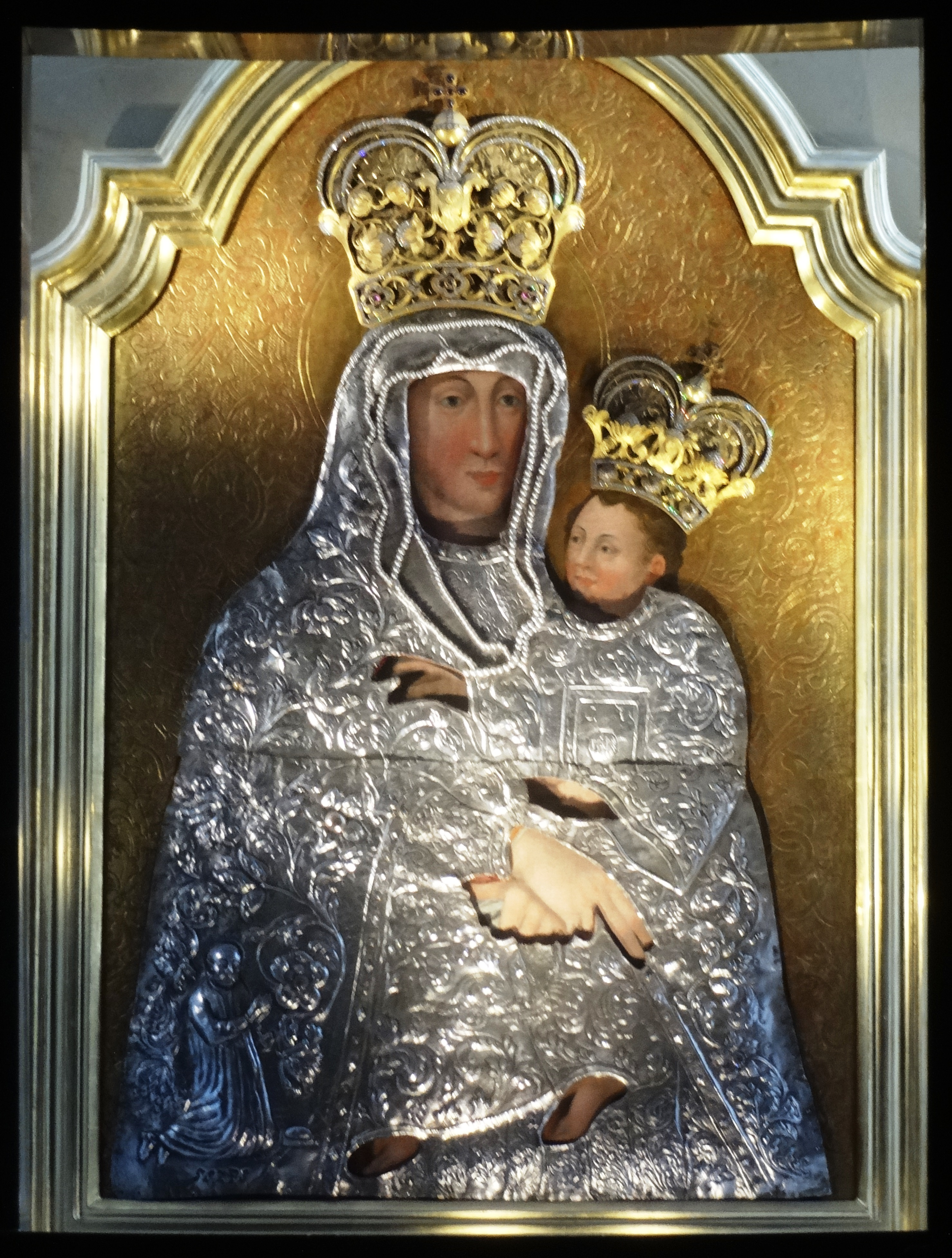
Obraz Matki Boskiej Swojczowskiej w kaplicy w prawej nawie
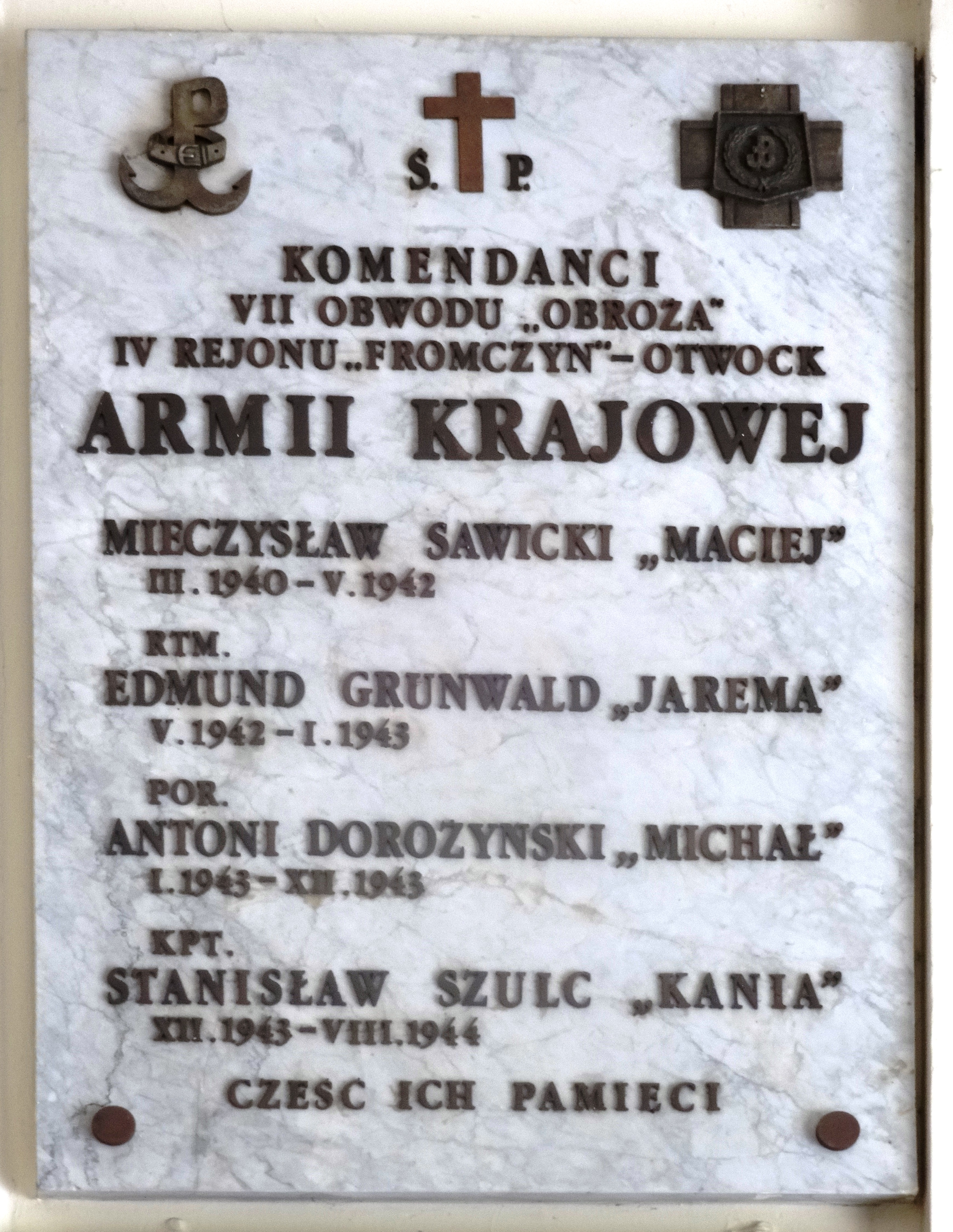
Tablica w kruchcie poświęcona 4 dowódcom 4 rejonu VII obwodu AK

Kościół jest zbudowany z cegły białej w stylu modernistycznym, trójnawowy, z chórem i balkonami nad nawami bocznymi. Przed 1939 ściana prezbiterium była wykonana z ażuru. Po wojnie zniszczoną fasadę i wieżę odbudowano według projektu Erdgara Norwetha. Pełne wyposażenie wnętrza miało miejsce w latach 1963–1974.
W kościele znajdują się tablice upamiętniające 4 komendantów otwockiego rejonu AK (Mieczysława Sawickiego "Macieja", rtm. Edmunda Grunwalda "Jaremę", por. Antoniego Dorożyńskiego "Michała" i kpt. Stanisława Szulca "Kanię"), żołnierzy AK Tadeusza Gąseckiego i Zygmunta Migdalskiego oraz żołnierzy AK IV Rejonu "Koralewo-Fromczyn".
W prawej, bocznej kaplicy znajduje się obraz Matki Boskiej Swojczowskiej, patronki Otwocka.

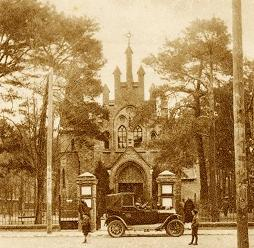
Nieistniejąca już kaplica (fotografia z 1925)
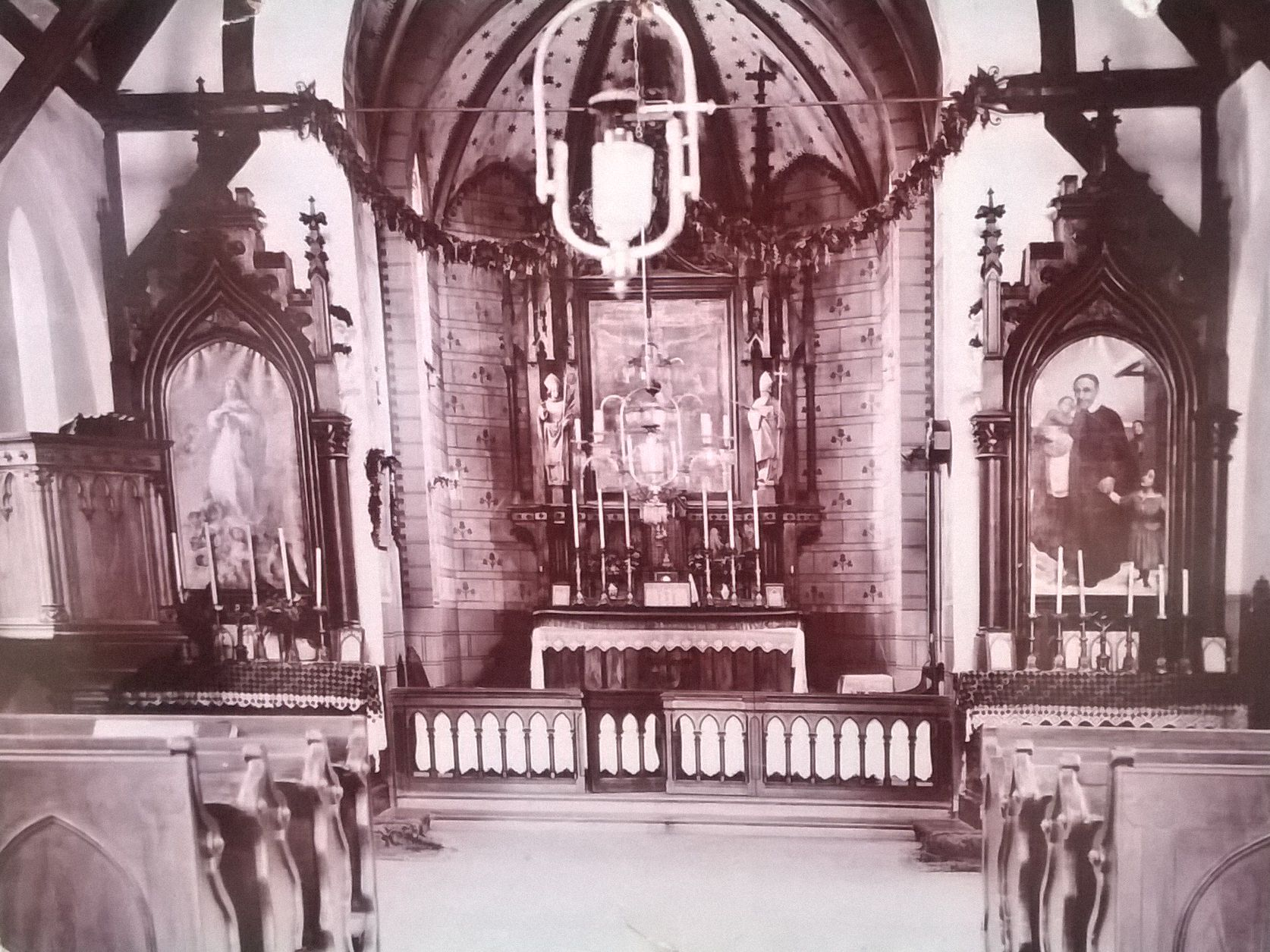
Wnętrze nieistniejącej już kaplicy
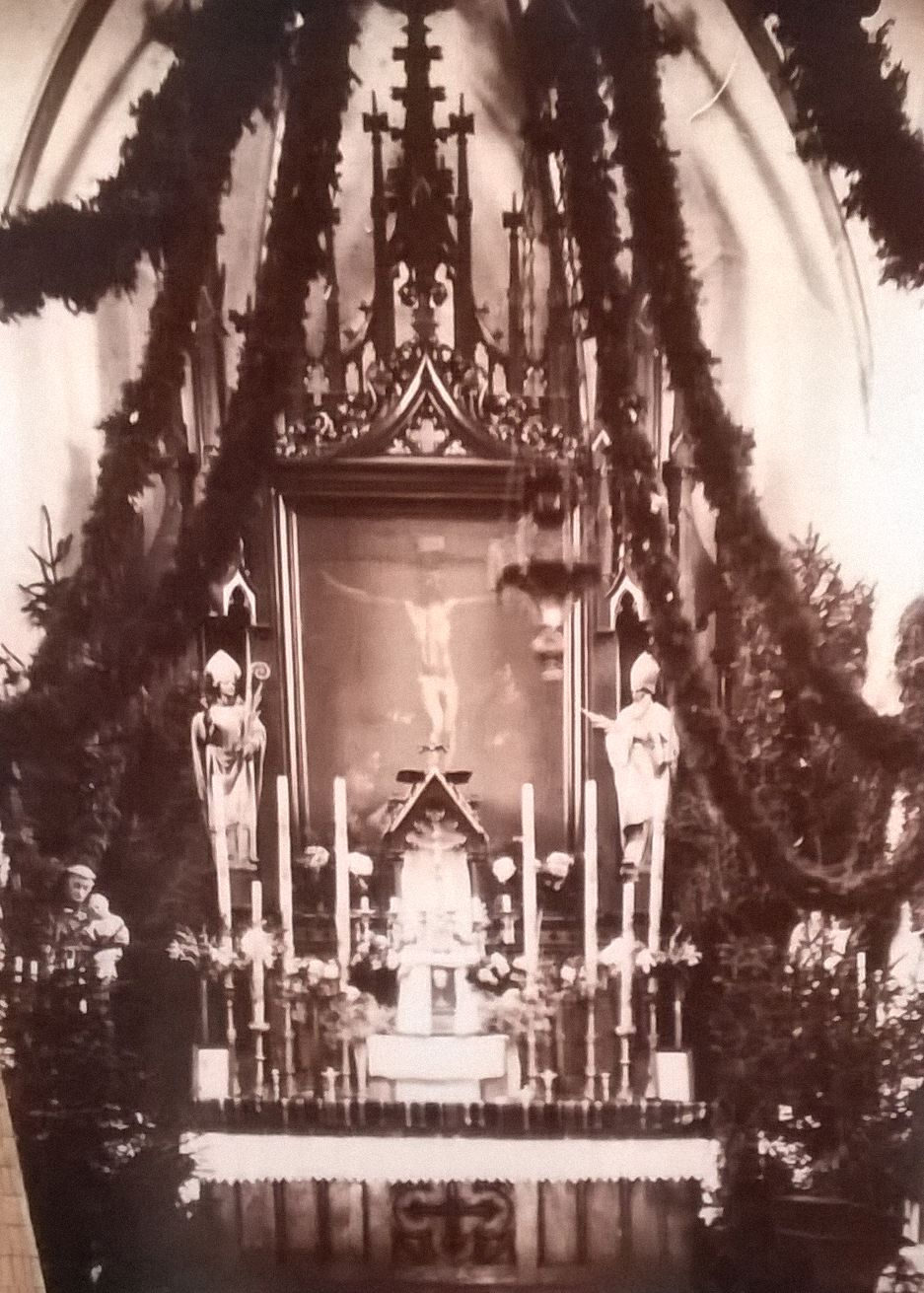
Ołtarz główny kaplicy
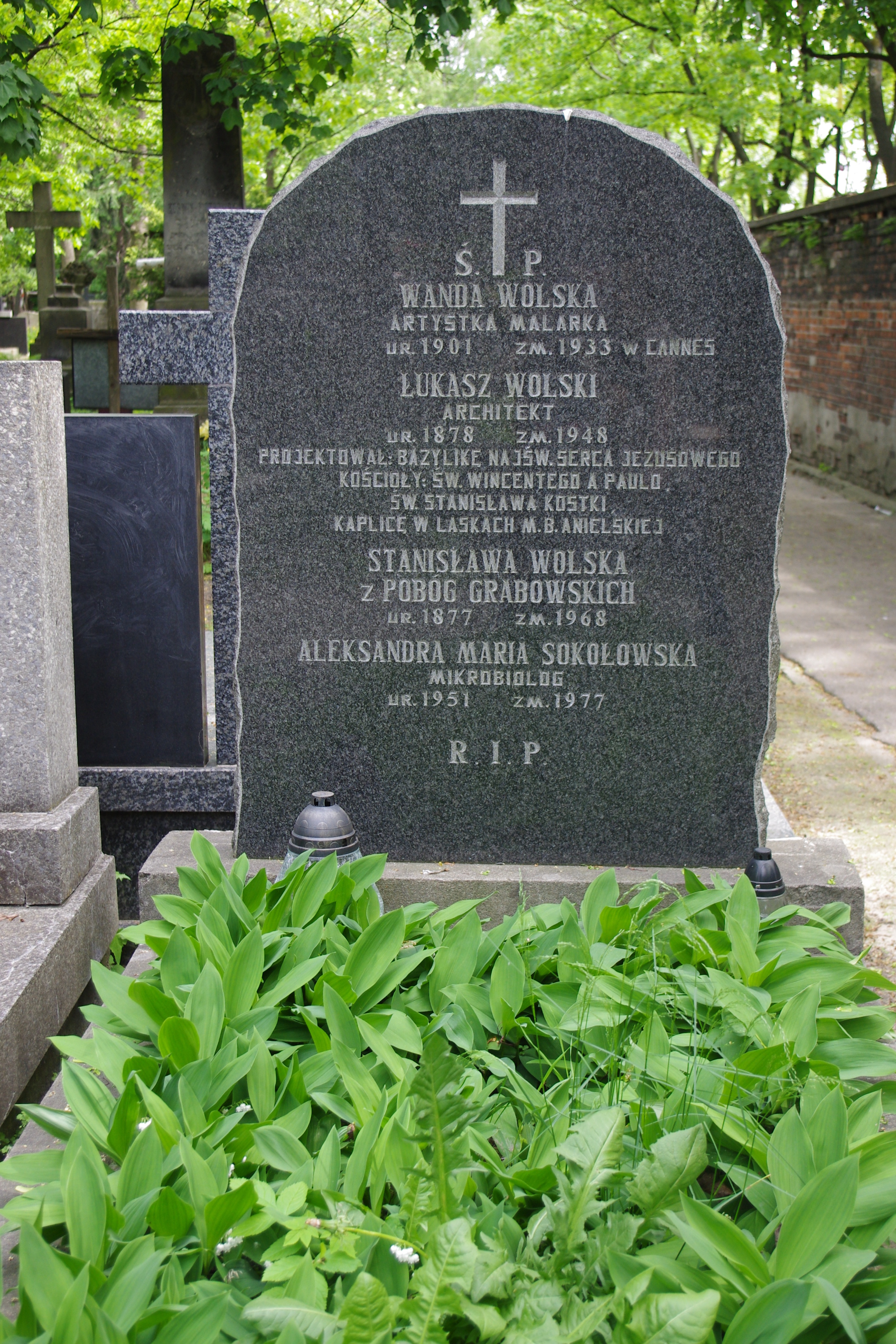
Grób projektanta kościoła - architekta Łukasza Wolskiego na Starych Powązkach w Warszawie